# Cerco de Bizâncio (324)
O cerco de Bizâncio (em latim: Byzantium) foi realizado em algum momento entre julho e setembro de 324 pelas forças do imperador romano Constantino (r. 306–337) durante sua Segunda Guerra Civil contra seu rival, o coimperador Licínio (r. 308–324). Ele teria sido iniciado simultaneamente à batalha naval do Helesponto (atual Dardanelos) na qual seu filho e César Crispo (r. 317–326) derrotou a marinha liciniana comandada pelo almirante Abanto.
A vitória no Helesponto permitiu prolongar o cerco de Bizâncio e obrigou Licínio a convocar à Ásia Menor as forças que estavam aquarteladas na cidade, onde o imperador pretendia reagrupar suas forças remanescentes para novamente confrontar Constantino. No entanto, seria derrotado decisivamente pelas tropas de Constantino na consecutiva batalha de Crisópolis, pondo fim ao sistema da Tetrarquia, permitindo que o imperador vencedor se estabelecesse como governante único do Império Romano.

## Antecedentes
Constantino havia derrotado Licínio numa guerra anterior oito anos antes nas batalhas de Cíbalas e Campo Ardiense. Uma paz foi rapidamente arranjada depois disso, na qual Constantino conquistou toda a Península Balcânica, com exceção da Trácia, e pôs-se numa posição superior àquela de Licínio, deixando a relação dos dois instável. Já em 323, Constantino estava pronto para reiniciar o conflito e, quando seu exército, que estava perseguindo um bando invasor de visigodos (ou de sármatas), atravessou a fronteira do território de Licínio, um oportuno casus belli se fez presente. A reação de Licínio à invasão foi totalmente hostil, o que incitou Constantino a continuar na ofensiva. Ele invadiu a Trácia com toda sua força e, apesar de sua força ser menor que a de Licínio, estava repleta de veteranos de muitas batalhas. Além disso, como ele controlava agora a Ilíria, tinha acesso aos melhores recrutas do império.
Após sua derrota na Batalha de Adrianópolis, Licínio e seu exército principal recuaram para a cidade de Bizâncio (atual Istambul, na Turquia). Ele deixou ali uma forte guarnição e cruzou o Bósforo com a maior parte de suas tropas. Para manter sua força em Bizâncio e para assegurar sua linha de comunicação entre a capital e seu exército na Ásia Menor, manter o controle dos estreitos que separavam a Trácia da Bitínia (Bósforo) e a Mísia (Helesponto) se tornou imperativo para Licínio.
Constantino, se quisesse cruzar para a Ásia para destruir a resistência de Licínio, teria também que conquistar o controle marítimo dos estreitos. O exército principal de Licínio estava no Bósforo para vigiá-lo enquanto que o grosso de sua marinha se deslocou para cobrir o estreito do Helesponto. Ele também juntou uma segunda força sob seu recém-elevado coimperador Marciniano (r. 324) em Lâmpsaco (atual Lapseki) na costa asiática do Helesponto.

## Cerco e rescaldo

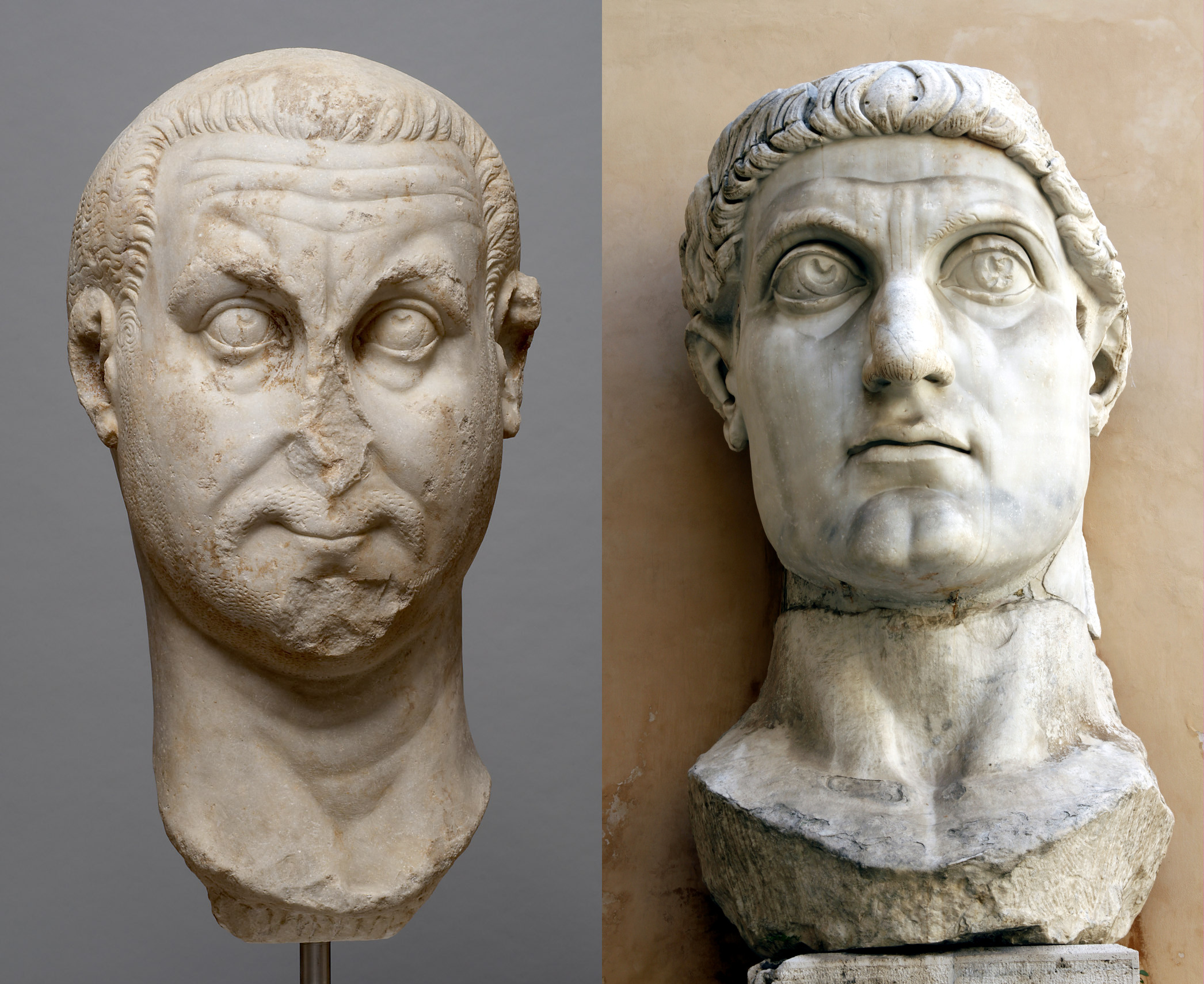
À esquerda: busto de Licínio; à direita: cabeça do Colosso de Constantino, atualmente no Palazzo dei Conservatori, em Roma

Enquanto Crispo (r. 317–326), filho e César de Constantino, recebeu ordens para liderar a frota constantiniana em direção ao Helesponto, onde bloquearia a frota liciniana liderada pelo almirante Abanto, o imperador estava liderando o cerco a Bizâncio. Constantino iniciou o cerco com a construção de um áger (aterro) tão alto quanto as muralhas da cidade. Em seguida, utilizou-se de arietes e outras armas de cerco, além de erguer algumas torres de madeira sobre o aterro para conseguir capturar as muralhas sem muitas baixas; nas torres foram dispostos arqueiros para que pudessem atacar os defensores.
Nesse ínterim, Crispo foi capaz de aniquilar a marinha liciniana, permitindo que mais suprimentos chegassem ao exército de seu pai, garantindo-lhe o progresso do cerco. Licínio, sem saber como lidar com a pressão militar a que estava sujeito, abandonou Bizâncio e deixou a parte mais fraca de seu exército no interior da cidade. Ele refugiou-se na Calcedônia, na Bitínia, e reagrupou suas forças remanescentes para tentar opôr-se a Constantino. Constantino, por sua vez, dirigiu-se com grande parte de suas tropas para a Anatólia e confrontou seu rival na batalha de Crisópolis, onde obteria uma vitória decisiva. Bizâncio e Calcedônia capitularam e Licínio foi obrigado a fugir com seus soldados remanescentes para a Nicomédia, mas capitulou tempos depois.